# Fjärde väggen
Den fjärde väggen är egentligen en teaterterm som syftar på en osynlig vägg vid scenens framkant genom vilken publiken ser dramat. Begreppet att "bryta den fjärde väggen" används inom film, TV, litteratur, tecknade serier och andra former av fiktion, och syftar på när en rollfigur talar till publiken eller visar (genom att bryta rollen eller genom dialog) att rollfigurerna och handlingen inte är verklig.
När en rollfigur plötsligt bryter den fjärde väggen får det ofta en humoristisk effekt, även om det råder delade meningar om hur "roligt" det är. Vissa anser att brytningen faktiskt är direkt motsatsen till roligt. Men när det görs kontinuerligt rakt genom en berättelse som ett berättargrepp, eller ett simpelt stående skämt, infogas det paradoxalt nog i publikens bild av vad som är normalt för berättelsen. Dessutom kan det också spela roll om filmen är en sorts komedi, som en parodi.

## Teater
- I antika grekiska komedier kunde kören i en parabas tilltala publiken. Ett exempel är Aristofanes pjäs Fåglarna, där fågelkören hotar att släppa sin avföring på dem i publiken som röstar på andra pjäser.

- Många av William Shakespeares pjäser har rollfigurer som ibland tilltalar publiken. I vissa fall finns till och med en kör som i de grekiska komedierna. Många av hans pjäser slutar dessutom med en epilog där en av huvudpersonerna ger en sista kommentar om det som har hänt.

- Bertholt Brecht använde brott mot den fjärde väggen för att alienera publiken för att hela tiden påminna dem om att de tittade på en pjäs så att deras respons skulle bli mer tankfull. Detta grepp kallas på tyska för Verfremdungseffekt.

- I studentspex bryts den fjärde väggen ideligen genom att publiken begär omstarter.

## Radio, TV och TV-spel
- Att inkludera en berättarröst i en film eller ett TV-program kan ibland ses som ett brott mot fjärde väggen men det beror på hur berättarröstens berättelse framställs.

- I 1987 års Turtleserie bröt flera av rollfigurerna ofta fjärde väggen och talade till publiken.[1]

- I Vi på Saltkråkan bryter Tjorven den fjärde väggen när hon berättar för tittarna om sig själv i det första avsnittet.

- I Monty Pythons flygande cirkus bröts det ofta mot den fjärde väggen, ofta som ett snabbt sätt att komma ur en sketch som inte hade något ordentligt slut.

- Under 1960-talet bröt flera polis- och deckar-serier på TV mot den fjärde väggen för att involvera publiken i avsnitten. Till exempel de tidiga säsongerna av Helgonet. Framför allt bröt 1970-talsserien om Ellery Queen mot den fjärde väggen för att ge publiken en utmaning att lösa problemet eller gåtan innan huvudpersonen gjorde det, något som återfinns både i böckerna om Ellery Queen och radioserien.

- I det populära Playstation-spelet Metal Gear Solid, möter man en av spelets bossar, Psycho Mantis, som kan läsa folks tankar. Mantis pratar med spelaren, och berättar lite om vilka spel spelaren själv tycks gilla (enbart från spelets tillverkare Konami), och säger åt en "Ditt minneskort är alldeles rent..., Du har inte sparat ofta, du är en slarvig en..." om man inte sparat spelet särskilt ofta. Han säger också åt en att lägga ner kontrollen på golvet, då han gör så att den vibrerar. Många andra spel i serien bryter också den fjärde väggen.

- I spelet Jak 3 till PlayStation 2, bryter man den fjärde väggen när en rollfigur förklarar för Jak och Daxter att "det hela inte är ett spel" vilket får till följd att dessa två tittar frågande på spelaren.

- Banjo-Kazooie-serien bryter den fjärde väggen väldigt ofta.

- Cranky Kong i Donkey Kong-serien som oftast är missnöjd över hur tv-spelen har utvecklats från det att han var med i det ursprungliga Donkey Kong-spelet.

- Pinkie Pie i My Little Pony: Vänskap är magisk bryter ofta den fjärde väggen.

- I ett avsnitt ur TV-serievarianten av Bert säger Bert åt kameran att lämna honom ifred. Lill-Erik gör samma sak, och springer iväg från den. Kameran följer efter honom till han låser in sig på sitt rum för att få bli lämnad ifred.

- I BBC:s TV-serie House of Cards bryter huvudfiguren Francis Urquhart genomgående den fjärde väggen genom att under stunder pausa en scen och tala direkt in i kameran och kommentera handlingen. Samma teknik har tagits över för huvudfiguren, omdöpt till Frank Underwood i Netflix remake av samma serie.

- I den brittiska komediserien Miranda är brytande av den fjärde väggen en del av Miranda Harts berättarteknik och ofta förekommande.

## Film
- Några av de första brotten mot den fjärde väggen förekommer i bröderna Marxs filmer.

- James Bond-filmen I hennes majestäts hemliga tjänst innehåller en scen där den fjärde väggen bryts. När Bond (spelad av George Lazenby) försöker rädda Tracy flyr hon, vilket får Bond att titta rakt in i kameran och säga "Det här hände aldrig den andre killen!"/"This never happened to the other fellow!" - en referens till Sean Connery som tidigare hade spelat Bond.

- I Annie Hall bryter Woody Allen genom att fråga publiken direkta frågor. Han har sagt i intervjuer att det var en hyllning till Groucho Marx.

- I Wayne's World pratar Wayne och Garth ofta till kameran, och Wayne säger att "bara jag och Garth får prata till kameran."

- I Kejsarens nya stil så har Kuzco, huvudpersonen, en tendens att bryta den fjärde väggen. Oftast är det när han blir arg/förvirrad/irriterad över hur handlingen går. Till exempel när det avviker från att handla om honom.

- I Austin Powers-filmen The Spy Who Shagged Me, bryts det ofta mot den fjärde väggen. Ett exempel är då Mike Myers och Michael Yorks roller Austin Powers respektive Basil vänder sig till kameran och säger: "Hoppas ni har kul".

- I X-Men Origins: Wolverine så hyshar Deadpool till publiken efter att ha blivit halshuggen. Detta händer i en scen efter eftertexten.

- I Det våras för rymden blir stuntmännen vid ett tillfälle gripna. Vid ett annat tillfälle ser filmens skurkar på den egna filmen på video.
- I Storm bryter huvudpersonen Donny Davidsson vid ett tillfälle fjärde väggen och ställer en direkt fråga till publiken.

- I Funny Games, en österrikisk film från 1997, där två tonårsmördare torterar och systematiskt mördar en småbarnsfamilj, bryter mördaren Paul ofta den fjärde väggen. När frun i huset letar efter sin hund (som Paul har dödat) vänder sig Paul och blinkar mot publiken. När mördarna slår vad med familjen om att de alla kommer att vara döda tills klockan nio nästa dag vänder sig Paul återigen mot publiken och frågar om de tror att familjen kommer att vinna. Paul drar sig även för att döda familjen innan filmen nått en acceptabel längd, och ger dem även en tidsfrist då de är ensamma i huset för att öka spänningen. Paul verkar vara den enda som är medveten om att publiken betraktar dem.

## Icke-brutna fjärde väggar
Ibland när rollfigurerna verkar tala med publiken och bryta fjärde väggen befinner de sig trots allt fortfarande i sina roller.
- I mockumentärer, som The office, vet aktörerna om att det är en inspelning, men tror att de spelar in en dokumentärfilm.
- I exempelvis vissa teaterstycken tittar rollfiguren ut i publiken men pratar egentligen för sig själv.
- I vissa datorspel, som Command & Conquer, talar rollfigurerna direkt till spelaren, men spelaren kan betraktas som en aktör i spelet och så att säga själv innanför den fjärde väggen.